# Nick Rimando
Nicholas Paul Rimando (* 17. června 1979) je bývalý americký fotbalový brankář. Je držitelem rekordu Major League Soccer pro nejvíce startů, vítězství, zákroků a čistých kont.

## Osobní život
Rimandův otec je filipínského původu, jeho matka je mexického původu. V prosinci 2005 si vzal Jacqui Little, bývalou fotbalistku. Mají spolu 2 děti.

## Klubová kariéra
Rimando dva roky hrál univerzitní fotbal za UCLA Bruins, tým Kalifornské univerzity. V roce 2000 byl draftován na 35. místě týmem Miami Fusion. Překvapivě rychle se stal členem základní sestavy, ve své první sezoně odehrál 22 utkání, v druhé sezoně 25 utkání a pomohl Fusion k zisku MLS Supporters' Shieldu. Když po sezoně 2001 Fusion zanikl, ve speciálním draftu byl vybrán na 3. místě týmem D.C. United. V DC stabilně držel pozici brankářské jedničky. V sezoně sezoně 2004 se střídal v bráně s Troyem Perkinsem, finále MLS proti Kansas City Wizards ale odchytal on a pomohl DC k zisku MLS Cupu. V roce 2006 definitivně ztratil pozici jedničky, odehrál pouze dvě utkání. V prosinci 2006 byl spolu s Freddym Aduem vyměněn do Real Salt Lake. Už v únoru 2007 byl prodán do New Yorku Red Bulls, za dva týdny se ale vrátil do Salt Lake, jelikož týmová jednička Scott Garlick ukončil kariéru. V RSL snadno získal pozici jedničky, v 27 zápasech si připsal 146 zákroků (včetně třináctizákrokového utkání proti New England Revolution, které skončilo 0:0). Za svoje výkony získal cenu pro nejlepšího hráče Salt Lake. I v následujících letech udržel pozici jedničky. V sezoně 2009 ve finále konference proti Chicagu Fire zachránil v penaltovém rozstřelu tři penalty a RSL mohlo slavit premiérový postup do finále MLS. I ve finále proti Los Angeles Galaxy došlo na penalty, opět tři chytil a RSL poprvé vyhráli MLS Cup a Rimando byl vyhlášen nejlepším hráčem utkání. V sezoně 2010 spolu s dobrými výkony obránců vytvořil nový rekord MLS – 20 inkasovaných gólů ve 30 zápasech. Stanovil také klubové rekordy pro nejvíce čistých kont v sezoně (14) a nejdelší dobu bez inkasované branky (568 minut). Navzdory tomu nezískal cenu pro nejlepšího brankáře ligy, ta připadla Donovanu Rickettsovi z Los Angeles Galaxy, což vyvolalo lehkou kontroverzi. V březnu 2013 se stal druhým brankářem historie MLS, který zaznamenal 100 čistých kont. Ve finále ligy proti Sportingu Kansas City další triumf nepřidal, Salt Lake padl až v desáté sérii penaltového rozstřelu. Rimando ukončil kariéru 23. října 2019.